# Tamsir Jallow
Tamsir Jallow (* 1941; † 2015) war ein Politiker und Diplomat aus dem westafrikanischen Staat Gambia.

## Leben
Nach dem Abschluss seines Studiums 1970 an der University of Cape Coast begann Jallow im selben Jahr seine berufliche Laufbahn als Lehrer für Naturwissenschaften. Später nahm er eine Führungsposition an einer weiterführenden Schule an und war später hauptverantwortlich für die Erstellung der Lehrpläne  (1980–1989). Weitere postgraduale Studiengänge absolvierte er an der University of Birmingham, der University of Pittsburgh und der University of Nairobi. Ab 1989 war er der Generalsekretär der Gambia Teachers’ Union, diese Funktion hatte er bis 2000 inne.
Beim July 22nd Movement war er von 1995 bis 1997 erster Vorsitzender. Er gehörte außerdem zu den Gründungsmitgliedern der Alliance for Patriotic Reorientation and Construction (APRC). Nach den Parlamentswahlen 1997 wurde er, neben den gewählten Mitgliedern, im Januar als weiteres Parlamentsmitglied ernannt, er übernahm die Funktion des Mehrheitsführers (englisch Majority Leader) und damit führte er die Fraktion der APRC im Parlament an.
Nach der Legislaturperiode wurde er Ende März 2002 als stellvertretender Hochkommissar im Vereinigten Königreich ernannt und ersetzte Fatou A. K. Njie. Bis 2005 übte er diese Funktion aus. Anschließend war er kurz als Wachmann tätig, bis er im Juni 2006 zum Hochkommissar im Vereinigten Königreich ernannt wurde. Er war gleichzeitig als Botschafter in Kroatien, Irland, Israel und allen nordischen Staaten akkreditiert. 2007 wechselte er nach New York und war Gambias ständiger Vertreter bei den Vereinten Nationen. Im Oktober 2007 wurde er aus dieser Position entlassen, im Dezember 2007 wurde er zum Botschafter Gambias in den Vereinigten Staaten als Nachfolger von Dodou Bammy Jagne ernannt. Anfang Juni 2008 wurde Jallow aus New York zurück berufen.
Jallow war verheiratet und hatte vier Kinder.